# Ƶ
W treści tego artykułu od 2025-07 występują prawdopodobnie wyrażenia zwodnicze, co nie jest zgodne z zasadami przyjętymi w Wikipedii.
 Po wyeliminowaniu niedoskonałości należy usunąć szablon {{Dopracować}} z tego artykułu.

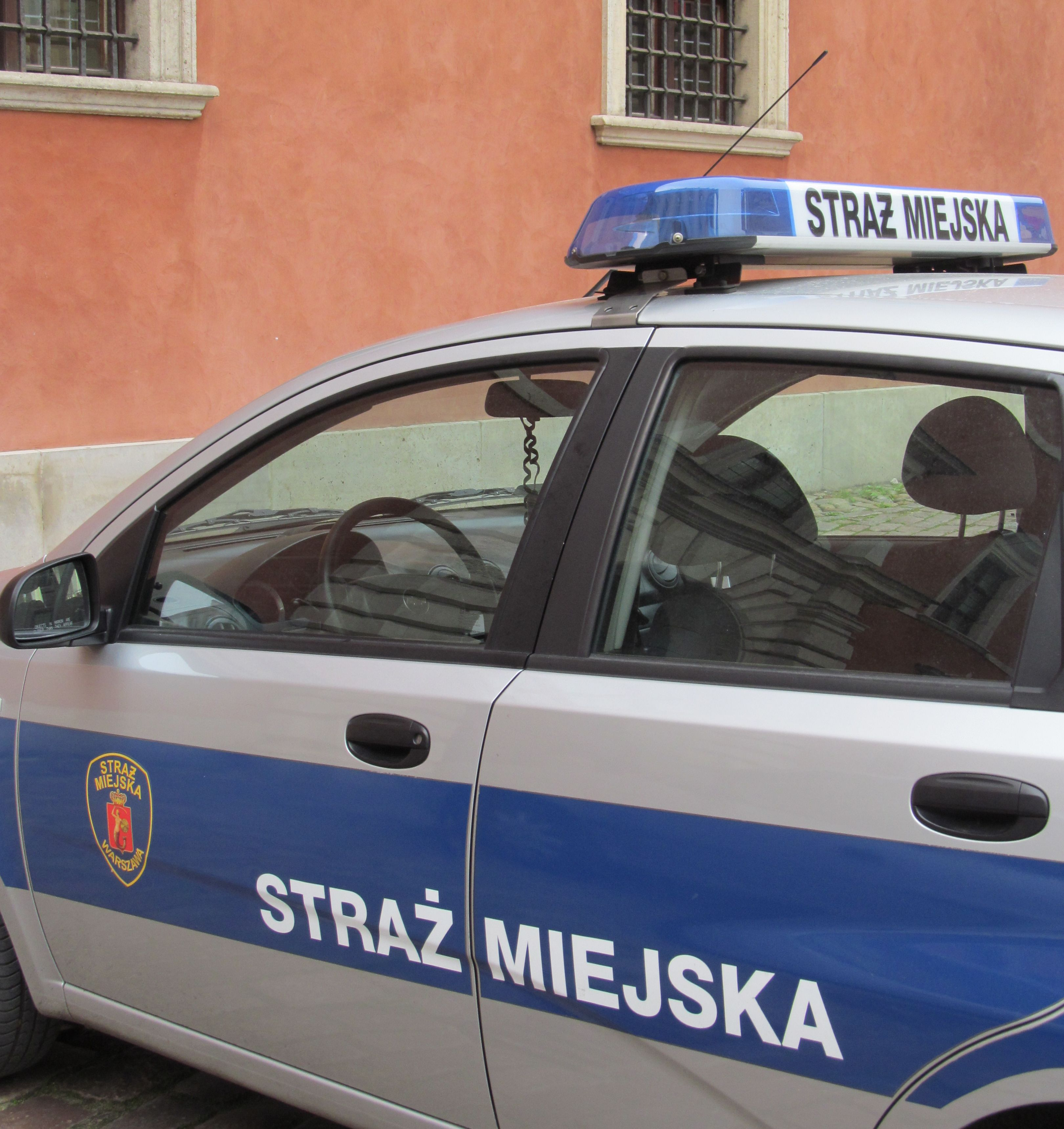
Na dachu samochodu wariant graficzny litery Ż w formie litery Ƶ

Stylizowane Ƶ w logo PZƵ

Ƶƶ – litera alfabetu łacińskiego powstała poprzez dodanie poziomej kreski w środku litery Z lub z. 
Przez krótki okres używano jej w alfabecie tatarskim w pierwszej połowie XX wieku. Główne zastosowanie znalazła jedynie w piśmie odręcznym. Obecnie używana w łacińskiej pisowni języka czeczeńskiego, gdzie oznacza głoskę [ʒ]. W dialekcie austriackim języka niemieckiego oznacza w niektórych przypadkach (n.p. Zoo) Z.
Niemcy i Czesi używają często w piśmie odręcznym znaku Ƶ jako litery Z, co pozwala odróżnić literę od cyfry 2. Ponadto, we Włoszech pisze się literę ƶ w wyrazach, gdzie wymawiana jest jako dz (dla odróżnienia od zwykłego z wymawianego jako c). W oficjalnej włoskiej typografii rozróżnienie to nie jest stosowane.
W krojach kaligraficznych stosowanych np. w matematyce spotyka się poziomą kreskę w literze Z (np. {\displaystyle {\mathcal {Z}}}).
W pisowni polskiej znak Ƶ funkcjonuje jako stylizowany wariant znaku Ż, zwłaszcza w piśmie odręcznym. Jest też stosowany niekiedy w elektronicznym wyświetlaniu zapisów, np. w tablicy z wynikami „Familiady”, stosowanej od 1994. Litera Ƶ może również pojawić się w alternatywnej formie zapisu Dż, w postaci dwuznaku Dƶ.
W logotypie piwa Żywiec jest stosowana litera Ƶ̇ będąca połączeniem obu form Ż i Ƶ.
Istnieje też udokumentowany przypadek stosowania litery Ƶ w oznakowaniu drogowym w Polsce – widnieje ona na drogowskazie prowadzącym do miejscowości Wólka Żabna przy drodze wojewódzkiej nr 764.
Konwencja ta jest stosowana co najmniej od XIX wieku.
Konstanty Wolski pisał:

Zdarzyło mi się nieraz słyszeć w rozmowie potocznéj, że przekreślenie Z, we środku zastępuje miejsce kropki nad niém;

{{Cytat}} Linki zewnętrzne: "źródło".
Pomimo tego
Komisja Ortograficzno-Onomastyczna Rady Języka Polskiego przy Prezydium Polskiej Akademii Nauk
na pytanie pewnego urzędu, czy Ƶ mogło oznaczać Z lub Ż, odpowiedziała wymijająco

Litera „Z” napisana z poziomą kreseczką nie była zatwierdzonym
odpowiednikiem litery „Ż” w tekstach drukowanych, urzędowo przyjętym na terenie całej Polski, lecz nie da się wykluczyć, że w czyimś piśmie ręcznym ta kreseczka nie oznaczała tyle, co dziś oznacza kropka nad literą „Z”.

Istnieje pogląd, że Ƶ może oznaczać również Ź:

Przekreślenie linią poziomą pośrodku litery Z stosuje się jako ozdobę; rzadziej przekreślenie to równa się brzmieniu litery Ż lub Ź.

Nie są jednak znane przykłady użycia Ƶ jako Ź.
Kreska przekreślająca literę nie zawsze jest prosta, por. winietę tytułową pierwszych numerów Życia Warszawy.
W standardzie Unicode ten znak jest dostępny odpowiednio na pozycjach: 
- wielka litera Ƶ  — U+01B5,
- mała litera ƶ — U+01B6.

Analogicznie można użyć zapisu w układzie dziesiątkowym przy odwołaniach znakowych stosowanych np. w HTML:
- wielka litera Ƶ  — &#437; oraz
- mała litera ƶ — &#438;.

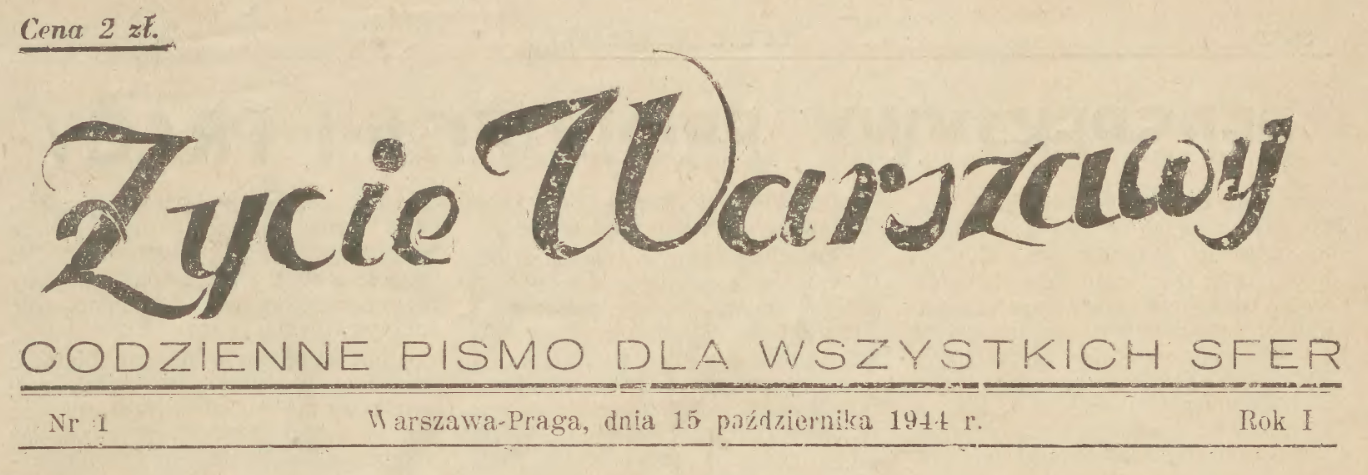
Wariant litery Ż (1944) z falistym przekreśleniem
Współczesny wariant litery Ż z prostym przekreśleniem
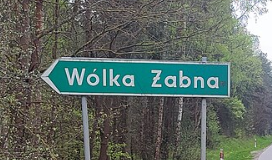
Współczesny wariant litery Ż z prostym przekreśleniem
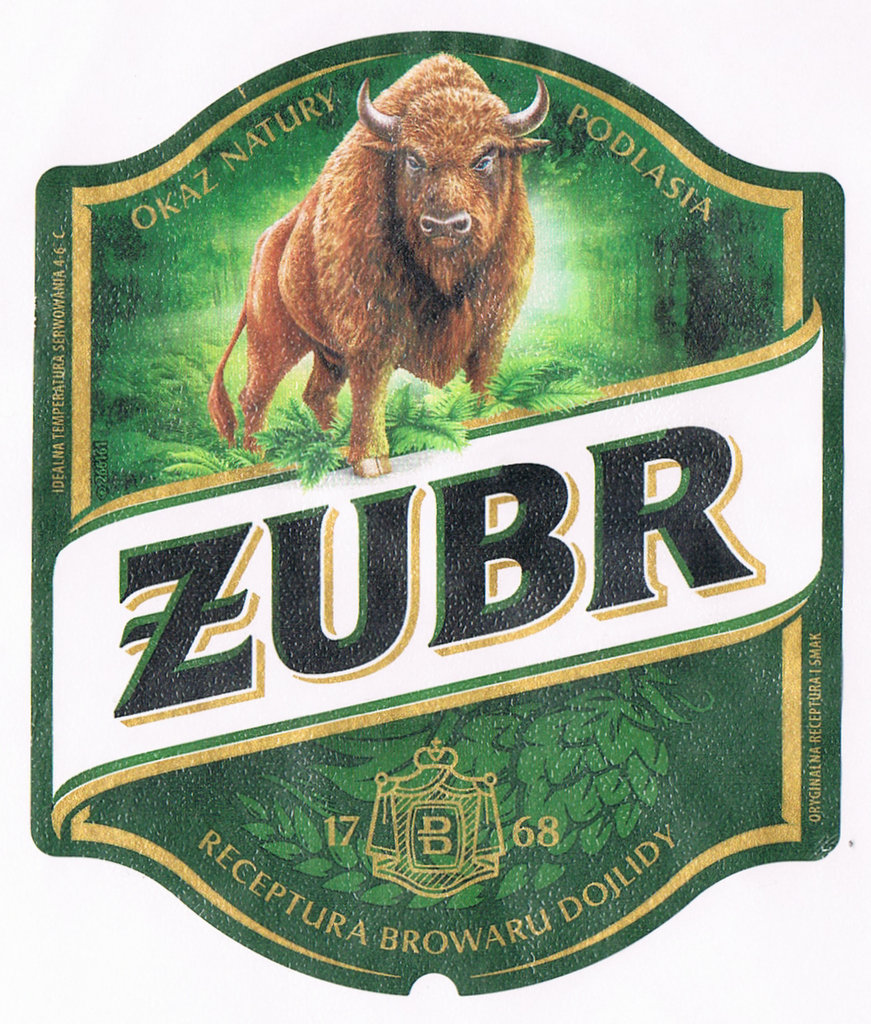
Etykieta piwa Żubr
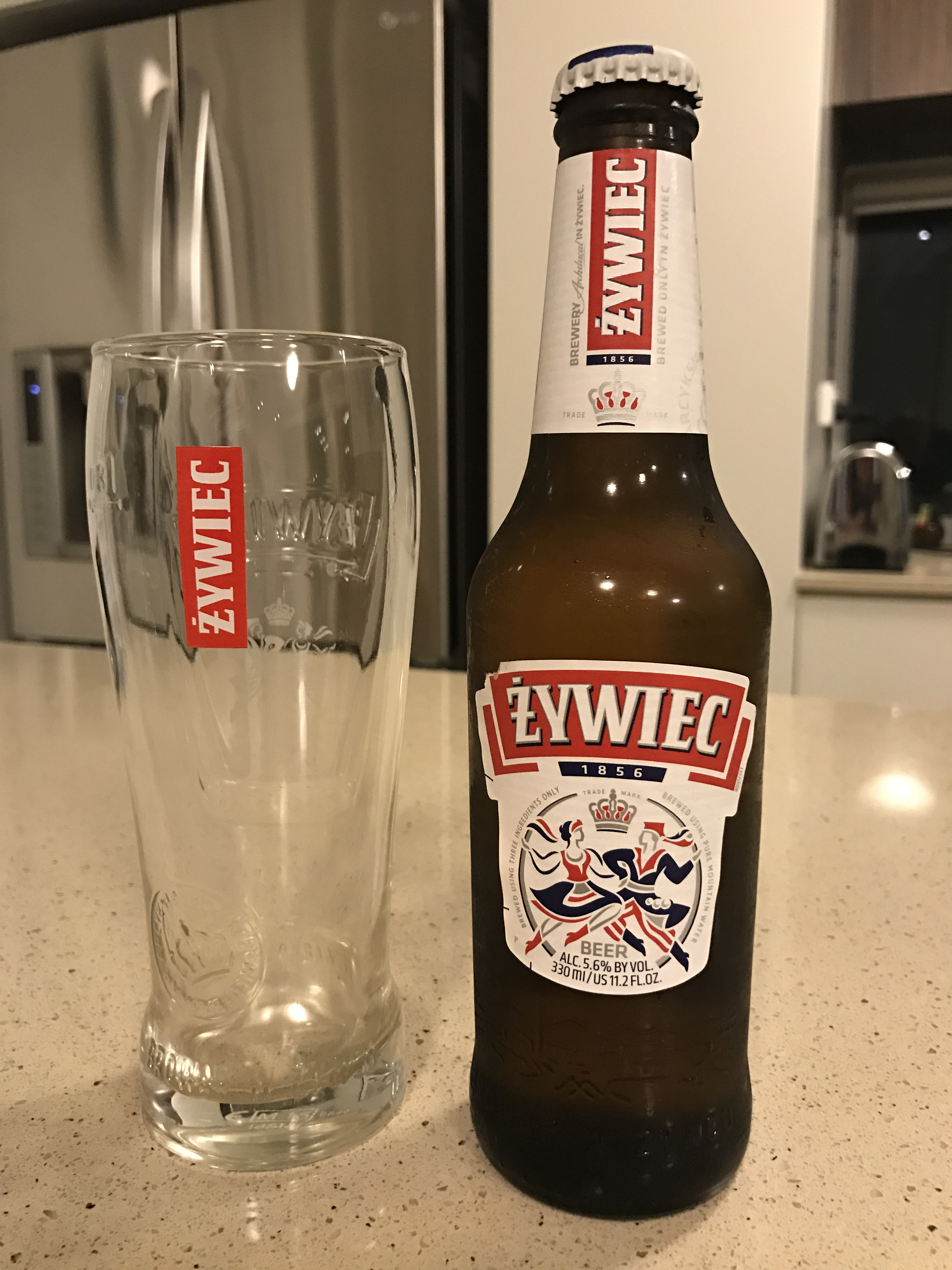
Etykieta piwa Żywiec
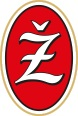
Logo Browaru Žatec
Herb dzielnicy Zeilsheim
Herb Znojma
Herb gminy Żary
Herb Żytawy
Herb Żukowa